# Ammezzato Garibaldi
L'Ammezzato Garibaldi è un tipo di sigaro Toscano realizzato a macchina nella manifattura di Cava de' Tirreni. È stato presentato al pubblico nel 1984 e deriva del Toscano Garibaldi essendone la metà. La nuova confezione richiama, più da vicino, l'eroe dei due mondi che la tradizione vuole fumasse i sigari toscani tagliati a metà.
Fino al 2006 le dimensioni dell'ammezzato erano superiori alle attuali di circa un centimetro. È disponibile nella classica confezione da 5.

## Caratteristiche
Caratteristiche distintive dell'Ammezzato Garibaldi secondo Il Toscano e Il Toscano nel Bicchiere:
- Manifattura di produzione: Cava dei Tirreni
- Tempo di maturazione e stagionatura: 6 mesi
- Fascia: tabacco nazionale
- Ripieno: tabacco nazionale
- Aspetto: nocciola
- Fabbricazione: a macchina
- Anno di uscita: 1984
- Disponibilità: in produzione
- Fascetta: nessuna

## Storia
Il Toscano Garibaldi e successivamente l'Ammezzato Garibaldi nascono da un'idea dello scrittore Mario Soldati. Questi notò che la produzione di Cava dei Tirreni era di colore più chiaro, il gusto era più dolce e meno forte dei sigari prodotti in Toscana. La causa di questo era dovuta alle condizioni climatiche del luogo, in cui si coltivava il tabacco Kentucky per il confezionamento dei sigari. Lo scrittore propose quindi la realizzazione di sigari con prodotto solo di questa zona.